# Kanton Val-de-Saire
Val-de-Saire is een kanton van het Franse departement Manche in de regio Normandië. Het kanton maakt deel uit van het arrondissement Cherbourg.
Het kanton is op 22 maart 2015 gevormd uit de 34 gemeenten van de op die dag opgeheven kantons Quettehou en Saint-Pierre-Église. Saint-Vaast-la-Hougue werd, aangezien het gemeente met de meeste inwoners is, de hoofdplaats van het nieuwe kanton.

## Gemeenten
Op 1 januari 2016 werden de gemeenten Gonneville en Le Theil samengevoegd tot de fusiegemeente (commune nouvelle) Gonneville-Le Theil en 
de gemeenten Cosqueville, Gouberville, Néville-sur-Mer en Réthoville samengevoegd tot de fusiegemeente (commune nouvelle) Vicq-sur-Mer.
Op 1 januari 2019 werd de gemeente Morsalines toegevoegd aan de gemeente Quettehou die daardoor het statuut van "commune nouvelle" kreeg.
Sindsdien omvat het kanton volgende 29 gemeenten:
- Anneville-en-Saire
- Aumeville-Lestre
- Barfleur
- Brillevast
- Canteloup
- Carneville
- Clitourps
- Crasville
- Fermanville
- Gatteville-le-Phare
- Gonneville-Le Theil
- Maupertus-sur-Mer
- Montfarville
- Octeville-l'Avenel
- La Pernelle
- Quettehou
- Réville
- Sainte-Geneviève
- Saint-Pierre-Église
- Saint-Vaast-la-Hougue (hoofdplaats)
- Teurthéville-Bocage
- Théville
- Tocqueville
- Valcanville
- Varouville
- Le Vast
- Le Vicel
- Vicq-sur-Mer
- Videcosville